# Hans-Joachim Marseille

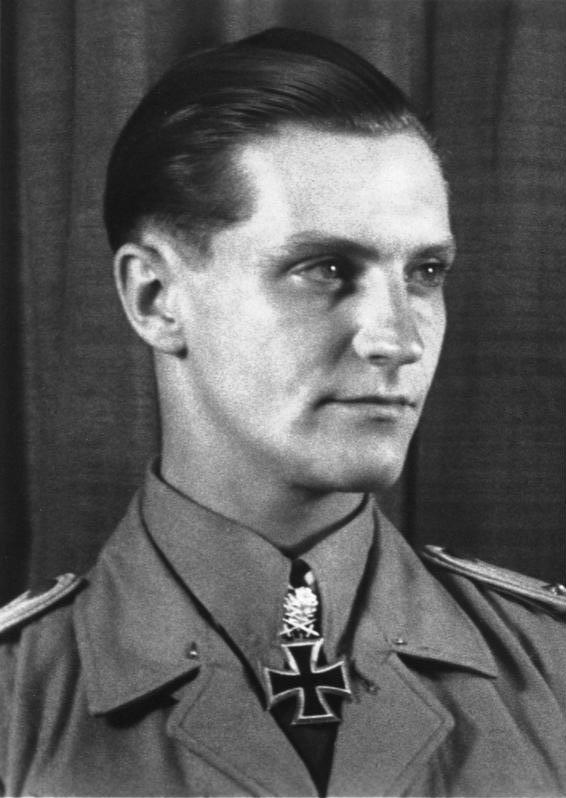
Hans-Joachim Marseille (Propagandaaufnahme von 1942)

Hans-Joachim („Jochen“) Walter Rudolf Siegfried Marseille (* 13. Dezember 1919 in Charlottenburg (heute: Berlin-Charlottenburg); † 30. September 1942 sieben Kilometer südlich von Sidi ʿAbd er-Rahman („Sidi el Amam“ lt. Sterbeurkunde), Ägypten) war ein deutscher Jagdflieger im Offiziersrang im Zweiten Weltkrieg. Als Fliegerass mit den meisten Abschüssen auf dem nordafrikanischen Kriegsschauplatz wurde er unter dem Namen Stern von Afrika bekannt.

## Leben

### Kinder- und Jugendzeit
Hans-Joachim Marseille (privat meist „Jochen“ genannt) stammte väterlicherseits aus einer alten Hugenottenfamilie. Seine Eltern waren Siegfried Georg Martin Marseille und Charlotte Marie Johanna Pauline Gertrud geb. Riemer. 
Sein Vater war während des Ersten Weltkriegs Offizier gewesen und wechselte kurz vor der Geburt seines Sohnes in den Polizeidienst. 1935 wurde er als Oberst wieder in das Heer übernommen und bis Juni 1942 als Kommandeur des (zum Wehrkreis X gehörigen) Wehrbezirks Bremen II eingesetzt. Im Jahr 1941 wurde er zum Generalmajor befördert. Er fiel am 29. Januar 1944 im Kampf gegen Partisanen.
Die Ehe von Hans-Joachims Eltern verlief unglücklich und wurde bald nach seiner Geburt geschieden; seine Mutter heiratete darauf wieder, weshalb Hans-Joachim vorübergehend den Zunamen Reuter (nach seinem Stiefvater) trug. Bei ihr und ihrem neuen Mann wuchs Hans-Joachim auf. Als kleines Kind war er körperlich schwächlich und entging bei einer Influenza-Erkrankung nur knapp dem Tode. Der hochbegabte junge Mann galt in der Schule ursprünglich als nachlässig, andererseits gelang es ihm, bereits mit 17 Jahren das Abitur am Prinz-Heinrich-Gymnasium in Berlin-Schöneberg zu absolvieren.
Vor dem Hintergrund der Scheidung hatte er weder zu seinem Vater noch zu seinem Stiefvater ein dauerhaft gutes Verhältnis, wenngleich er zeitweilig mit seinem Vater korrespondierte. Hans-Joachims zwei Jahre ältere Schwester Ingeborg kam 1941 in Wien gewaltsam ums Leben, möglicherweise wurde sie von einem eifersüchtigen „Verehrer“ ermordet. Marseille bekundete, dass dieser Mord und die Trennung seiner Eltern die beiden Ereignisse in seinem Leben waren, die ihm am meisten zusetzten. 

### Beginn der militärischen Laufbahn
Im Jahr 1938 meldete er sich freiwillig zur Luftwaffe. Während seiner Ausbildung in der Jagdfliegerschule C (FFS C, später FFS C8), die auf dem Flugplatz Wiener Neustadt/West stationiert war, stand er unter dem Kommando von Ex-k.u.k.-Fliegerass Hauptmann Julius Arigi. Bereits bei seiner Ausbildung stellte sich sein fliegerisches Talent deutlich heraus, jedoch hatte er Probleme mit der Disziplin. 
Im August 1940 wurde Marseille nach einer intensiven Vorkriegsausbildung als Oberfähnrich zum Lehrgeschwader 2 an die Kanalküste versetzt, wo er seine erste Feindberührung hatte. Während der Luftschlacht um England gelang ihm gleich an seinem ersten Kampftag, dem 24. August 1940, ein Luftsieg. An seinem zweiten Kampftag schoss er seinen nächsten Gegner ab und erhielt dafür das Eiserne Kreuz 2. Klasse, nach seinem fünften Abschuss, drei Tage später, erhielt er das Eiserne Kreuz 1. Klasse. Er gelangte zum Jagdgeschwader  (JG) 52, wo er aber mit seinem Chef, Johannes Steinhoff, nicht zurechtkam. Insgesamt gelangen ihm als Angehörigem des JG 52 sieben Abschüsse, aber er selbst wurde auch viermal abgeschossen. In seiner Zeit an der Kanalküste bekam er zweimal eine Disziplinarstrafe, nämlich einmal drei Tage „gelinden Arrest“ und einmal fünf Tage Stubenarrest.
Im Februar 1941 wurde Marseille auf Betreiben Steinhoffs zum Jagdgeschwader 27 versetzt, und zwar vorerst zur Fliegerschule Döberitz. Von dort ging es dann im April 1941 nach Nordafrika, auf den Flugplatz Gazala. 

### Afrika
Während seines ersten Feindfluges über Libyen konnte er seinen ersten Abschuss in Afrika verzeichnen. In den darauffolgenden Wochen kamen weitere hinzu, doch zog er sich den Unmut seines unmittelbaren Vorgesetzten Oberleutnant Gerhard Homuth zu, da Marseille, sobald er Feindflugzeuge sah, sich vom Verband löste und den Gegner eigenmächtig angriff. Dies widersprach jeglicher Regel für Luftkämpfe. Seinem Gruppenkommandeur Hauptmann Neumann missfiel dies auch, doch erkannte er das große fliegerische Talent Marseilles.

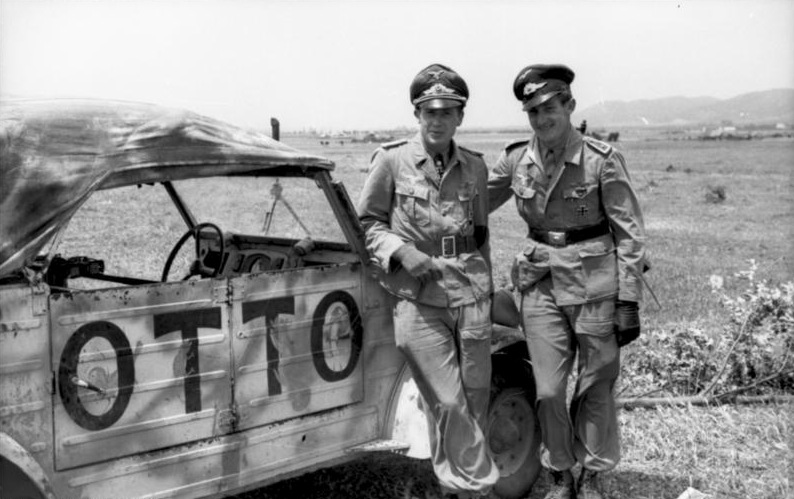
Nordafrika.- Leutnant Ernst-Wilhelm Reinert (links) und Feldwebel Maximilian Volke (rechts) stehen neben dem Kübelwagen von Hans-Joachim Marseille, dem er den Namen "Otto" (italienisch für 8) gegeben hatte

Im Mai 1941, nachdem Marseille 13 Abschüsse zu verzeichnen hatte, wurde er schließlich zum Leutnant befördert. Kurz darauf musste er nach schweren Treffern im Niemandsland notlanden und erreichte erst nach einem langen Fußmarsch unverletzt die eigenen Linien. Er wirkte in Luftkämpfen immer mehr mit seinen Kameraden zusammen und akzeptierte nunmehr militärische Grundregeln weitestgehend. Zum Rottenführer ernannt, eignete er sich in unzähligen Einsätzen eine beachtliche Trefferpräzision an. Er gehörte zur Gruppe der sogenannten Scharfschützen, das heißt, er versuchte, den Gegner durch geschickte Wahl eines Vorhaltewinkels in der versetzten Bewegung und gegebenenfalls aus der eigenen Bewegung zu treffen, was ihm immer häufiger gelang. Dadurch erzielte er seine späteren Siege mit sehr wenigen Schäden an der eigenen Maschine und einem außergewöhnlich geringen Munitionsverbrauch. Er traf weiterhin besonders häufig die Kabine des Gegners von der schwächer geschützten Seite, was häufig zum Ausfall des gegnerischen Piloten durch Tod oder Verwundung führte. Im Dezember 1941 erhielt er das Deutsche Kreuz in Gold.

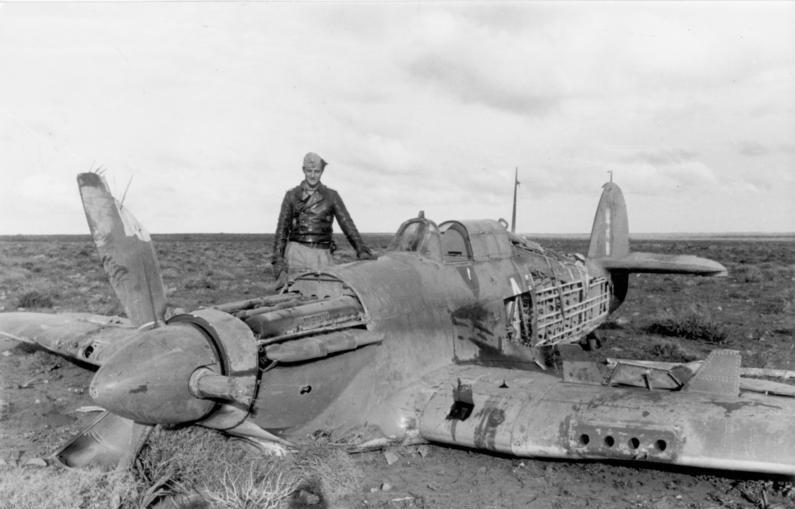
Marseille neben einer von ihm abgeschossenen Hurricane im März 1942

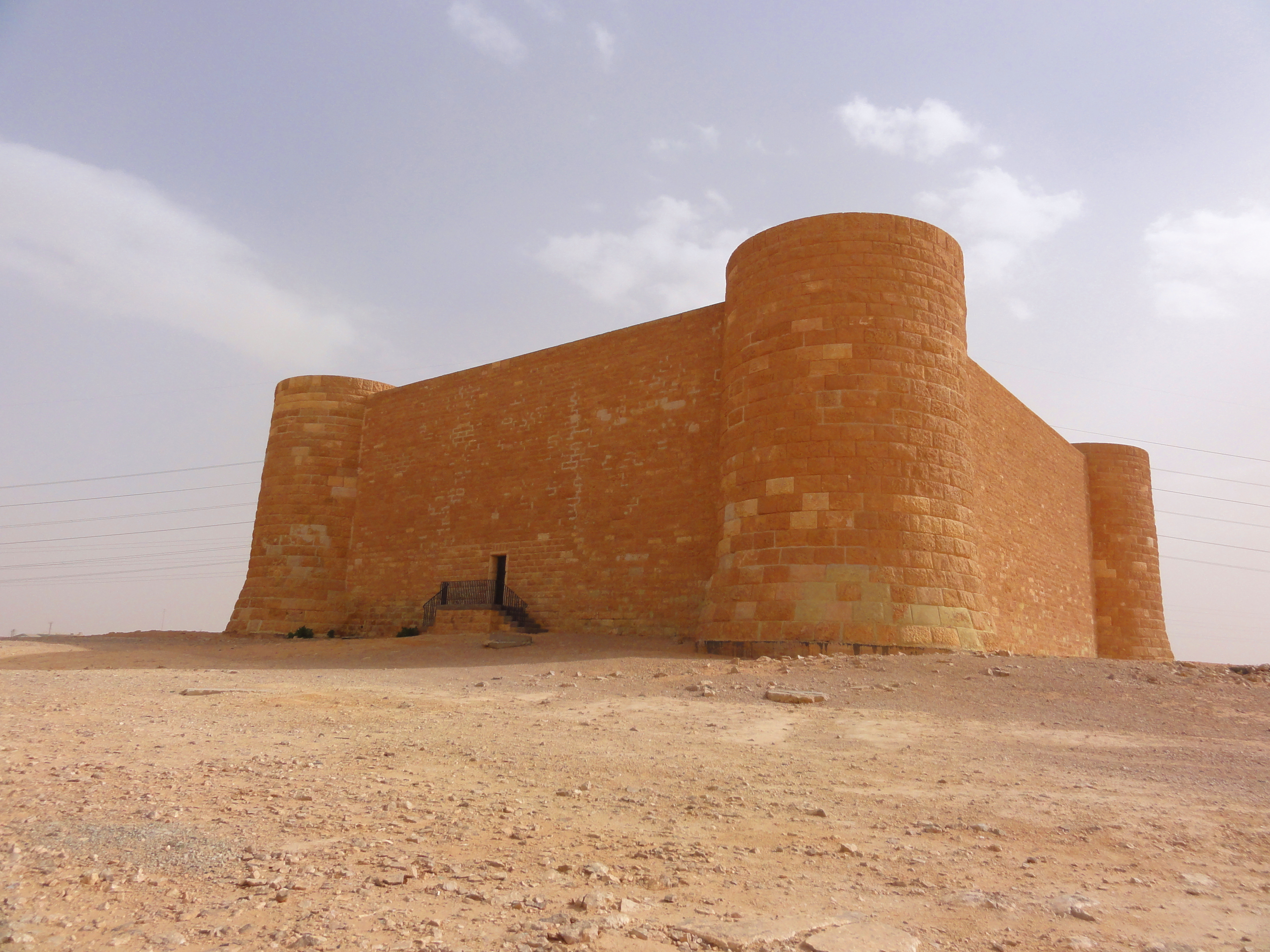
Deutsche Kriegsgräberstätte Tobruk, in der Marseille nach einer Umbettung bestattet ist

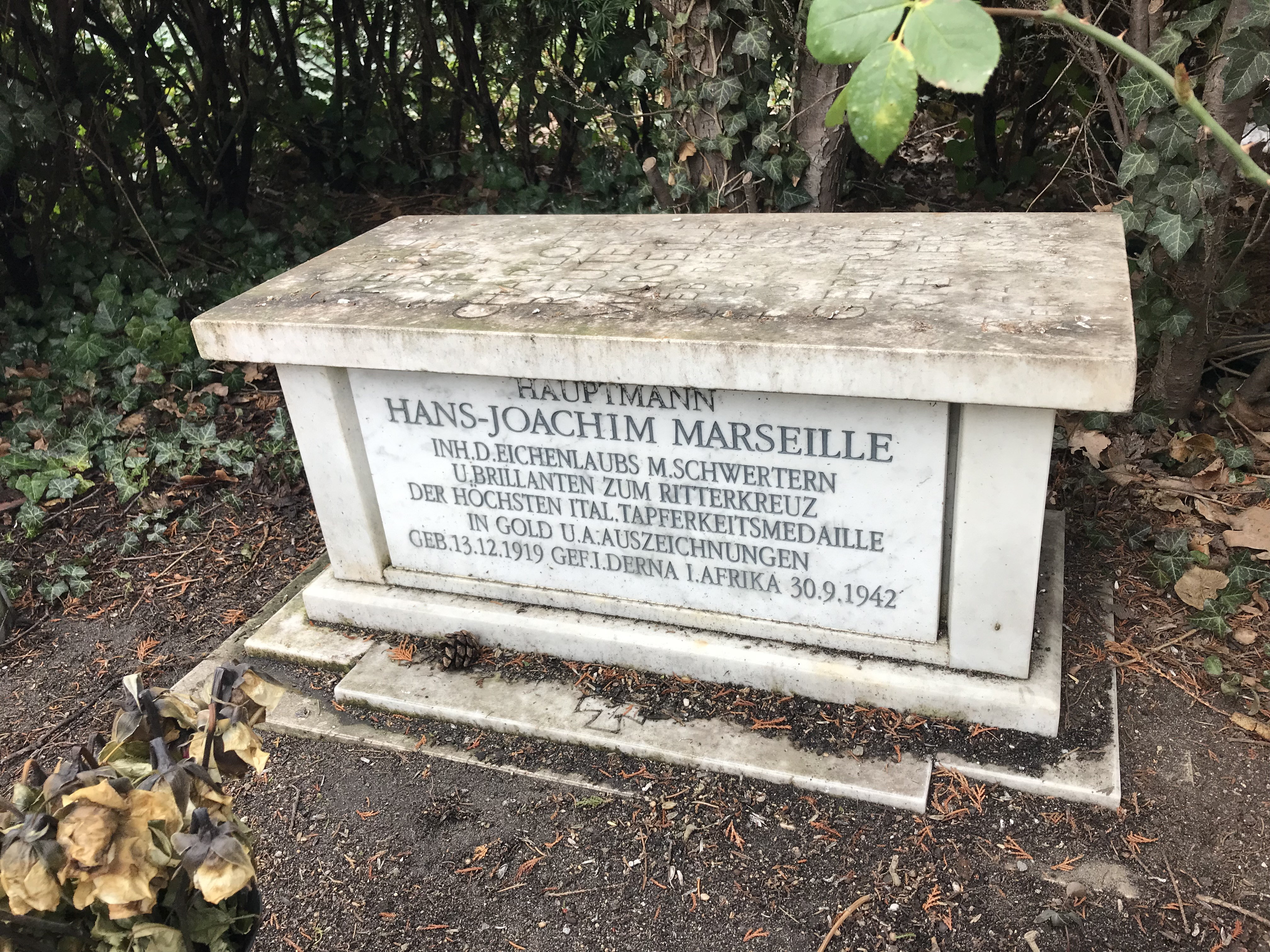
Grab der Familie Reuter-Marseille, Friedhof der Dorfkirche Schöneberg

Am 22. Februar 1942 erzielte Marseille als erfolgreichster Pilot seines Geschwaders den 50. Abschuss, wofür er mit dem Ritterkreuz des Eisernen Kreuzes ausgezeichnet und zum Oberleutnant befördert wurde. Als Homuth im Mai die gesamte Gruppe übernahm, rückte Marseille zum Staffelkapitän auf. In den folgenden Monaten erzielte er meist zwei bis fünf Feindabschüsse pro Einsatz. Marseille war nicht nur in Deutschland zu einer Berühmtheit geworden, sondern auch bei seinen Gegnern.
Im Juni 1942 erhielt Marseille als zweiter Pilot seines Jagdgeschwaders nach 75 Luftsiegen das Eichenlaub zum Ritterkreuz. Er war zu diesem Zeitpunkt der 97. Soldat, der diese Auszeichnung erhielt. Am 17. Juni verkündete das Jagdgeschwader 27 den 100. Abschuss von Marseille. Er war damit der erste Jagdflieger, der die Marke 100 gegen westalliierte Piloten erreicht hatte. Die darauf folgende Verleihung der Schwerter zum Ritterkreuz mit Eichenlaub fand direkt in Berlin statt. Bis dahin war diese hohe Auszeichnung erst an 12 Soldaten verliehen worden.
Nachdem er nach der Verleihung zu seinem Geschwader zurückgekehrt war, fand Marseille eine völlig andere Situation vor: Die Luftwaffe war in Afrika in die Defensive zurückgedrängt worden. Die deutschen Piloten standen einem sechsfach überlegenen Gegner gegenüber, was die Verluste des Geschwaders ansteigen ließ. Nachdem er am 2. September seinen 126. Abschuss verbuchen konnte, wurden ihm die Brillanten zum Ritterkreuz mit Eichenlaub und Schwertern von Adolf Hitler persönlich verliehen. Er war damit erst der vierte Träger dieser Auszeichnung. In den folgenden Tagen kamen weitere Luftsiege hinzu, und er wurde zum fünften Mal im Wehrmachtbericht erwähnt. Am 24. September 1942 wurde er schließlich mit 22 Jahren zum bis dahin jüngsten Hauptmann der Luftwaffe befördert.

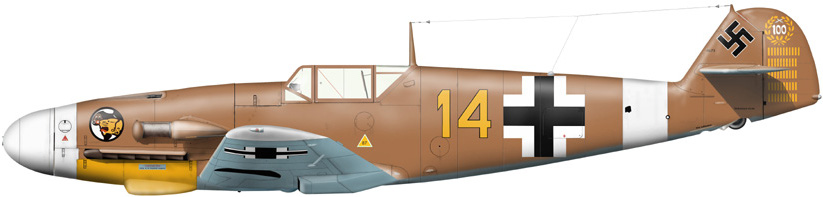
Eine von Marseille 1942 geflogene Messerschmitt Bf 109 F-4/Trop (W.Nr. 8673) der 3./JG 27

Am 30. September 1942 kehrte die Staffel von einem Einsatz zurück, als Marseilles Maschine, eine Messerschmitt Bf 109 G-2, wegen eines technischen Defektes Feuer fing. Da die Scheiben der Kabine mit Öl verschmiert waren, wurde er von seinen Kameraden dirigiert, um sich auf von Deutschland kontrolliertes Territorium zu retten. Als schließlich jedoch ein Absprung erforderlich war, drehte er das Flugzeug mit einer halben Rolle in Rückenlage, um nicht Gefahr zu laufen, vom Leitwerk getroffen zu werden. Wegen der starken Rauchentwicklung bemerkte Marseille, während er sich von den Anschnallgurten befreite, allerdings nicht, dass die Maschine in den Sturzflug übergegangen war, so dass er beim Absprung trotz seiner Vorsichtsmaßnahmen vom Leitwerk getroffen wurde. Er war entweder sofort tot oder verlor zumindest das Bewusstsein; zum Ziehen der Reißleine des Fallschirms kam Marseille nicht mehr. Hans-Joachim Marseille wurde anschließend mit militärischen Ehren in Derna beerdigt.
Nach dem Krieg wurde Marseilles Leichnam exhumiert, nach Tobruk in die Deutsche Kriegsgräberstätte Tobruk überführt und dort beigesetzt.
Hans-Joachim Marseille erzielte bis zu seinem Tod 158 Luftsiege in 388 Einsätzen. Mit vier Ausnahmen handelte es sich bei seinen Opfern um Jagdflugzeuge. Damit gingen über zehn Prozent aller Abschüsse der deutschen Luftwaffe in Nordafrika auf sein Konto. Alle seine Erfolge erzielte Marseille mit einem einzigen Flugzeugtyp, einer Messerschmitt Bf 109 in verschiedenen Versionen, wobei eine gelbe 14 als Rumpfmarkierung sein „Markenzeichen“ war.

## Verhältnis zum NS-Staat
Hans-Joachim Marseille galt als freiheitsliebend bis zur Disziplinlosigkeit und zeigte sich wenig an Politik interessiert. Sein Geschwaderkommodore Bernhard Woldenga teilte (nach Aussage seines Großneffen, des CDU-Politikers Christian von Boetticher) mit, Marseille sei ein klar erkennbarer Gegner von Führerkult und Rassenhass gewesen. Tatsächlich pflegte Marseille mit einem kriegsgefangenen schwarzen Korporal aus Südafrika, Mathew P. Letulu (genannt „Matthias“), eine enge Freundschaft und stellte ihn unter seinen persönlichen Schutz; dies wurde auch nach Marseilles Tod von seinen Geschwaderkameraden ernst genommen, so dass Letulu von der Rassenpolitik der Nazis unbehelligt blieb; er nahm 1984 am Traditionstreffen des JG 27 teil und war dabei Ehrengast der Bundesregierung.
Die Verleihung von Auszeichnungen, deretwegen er den Kriegsschauplatz verlassen musste, war Marseille lästig. Als er im Zusammenhang mit der Verleihung der Schwerter zum Ritterkreuz gemeinsam mit hochrangigen Vertretern des NS-Regimes, darunter Hitler, Bormann, Göring und Goebbels im Haus von Willy Messerschmitt eingeladen war, gab er zunächst sein Können als Klassik-Pianist zum Besten, provozierte dann aber Hitler mit amerikanischer Jazz-Musik, die laut NS-Ideologie als entartet galt. Dem Vernehmen nach verließ Hitler daraufhin indigniert den Raum, während Magda Goebbels amüsiert reagierte; der damalige Reichsjugendführer Artur Axmann zeigte sich indes über das Ganze sichtlich geschockt.

## Persönliches
Marseille, dem zahlreiche Verhältnisse mit verschiedenen Frauen nachgesagt wurden, lernte im März 1942 die einige Jahre ältere Musiklehrerin und Sängerin Hanne-Lies Küpper kennen, mit der er sich kurz danach verlobte; die beiden planten, Weihnachten 1942 zu heiraten.

## Rückblickende Bewertungen der Person Marseilles

### Fliegerische Vorgesetzte
Rückblickend auf Marseilles Zeit beim JG 52 äußerte sich sein zeitweiliger Vorgesetzter Johannes Steinhoff in einem Interview mit dem amerikanischen Historiker Colin D. Heaton: „Ich weiß, er war ein brillanter Typ, sehr intelligent, sehr schnell und aggressiv, aber er verschwendete zuviel Zeit darauf, den Mädchen hinterherzuschauen, und war deshalb nicht immer bei der Sache. Mehr als einmal war er nicht imstande zu fliegen, weil er vom Nachtleben in der Stadt völlig erschöpft war. [...] Er war ein perfekter Playboy, jedoch auch ein richtiger Kämpfer. Aber er war ein Individualist und kein Teamplayer. [...] Ich feuerte ihn schließlich, nachdem er sieben Luftsiege errungen hatte, aber nicht etwa, weil er nichts taugte, sondern weil er in dieser kurzen Zeit selbst schon viermal abgeschossen worden war. Er hatte keinen Begriff von dem, was ein Rottenflieger tut, und viele Männer wollten diese Aufgabe nicht für ihn übernehmen, was der Moral sehr abträglich war. Daher hielt ich es für das Beste für ihn, ihn von den Frauen zu entfernen – und dann wurde er zur Legende in Nordafrika.“
Marseilles neuer Geschwaderkommodore in Afrika, Eduard Neumann, zeigte sich beeindruckt davon, wie der anfänglich unsympathische Angeber Marseille, dem zudem ein schlechter militärischer Ruf vorauseilte, auf dem afrikanischen Kriegsschauplatz eine deutliche Wandlung durchmachte und sich zu einem guten Kameraden entwickelte, der die ihm anvertrauten Piloten mit Fürsorge behandelte; allerdings blieb Marseille nach Neumanns Urteil zu schnell und sprunghaft, um wirklich ein guter Anführer und Lehrer zu sein.
Der damalige General der Jagdflieger, Adolf Galland, beschrieb in seinen Lebenserinnerungen Hans-Joachim Marseille als den „unerreichte[n] Virtuose[n] unter den Jagdfliegern des 2. Weltkrieges“, und setzte hinzu: „Seine Leistungen galten bislang als unmöglich und wurden nach seinem Tode von niemand übertroffen.“

### Günther Rall
Günther Rall, einer der Jagdflieger mit den meisten Abschüssen im Zweiten Weltkrieg, schrieb in seinen Memoiren, Marseille habe „bei Freund und Feind als unerreichter Kunstschütze“ und als Virtuose gegolten.

### Historiker
In seiner Gesamtbeurteilung der Person Marseilles kam der deutsche Militärhistoriker Martin Brehl im Jahr 2022 zu dem Ergebnis, dass Marseille ein unpolitischer und zugleich – praktisch und theoretisch – hochtalentierter Mensch mit einer charismatischen Ausstrahlung war, dem seine individuelle Freiheit überaus wichtig war. Angesichts der umfänglichen Instrumentalisierung seiner Person durch die NS-Propaganda sei eine objektive Überprüfung der zahlreichen über ihn kursierenden Anekdoten kaum möglich. Hinsichtlich der Marseille nachgesagten Disziplinlosigkeiten konnte Brehl durch Abgleich mit offiziellen Dokumenten nachweisen, dass zwar für die Zeit beim JG 52 einige Disziplinarstrafen dokumentiert sind (u. a. wegen Verschaffung eines ungenehmigten Urlaubstages), jedoch bei weitem nicht in dem Umfang (und der anekdotischen Überhöhung) wie vielfach unterstellt. Des Weiteren schrieb Brehl, Marseille habe in der Folgezeit „erfolgreich an seiner persönlichen Entwicklung gearbeitet“ und sei vermutlich „ein angenehmer Zeitgenosse gewesen“. Dem Nationalsozialismus, auch dies bestätigt Brehl, stand Marseille ebenso fern wie jeder anderen Ideologie.

## Marseille-Pyramide

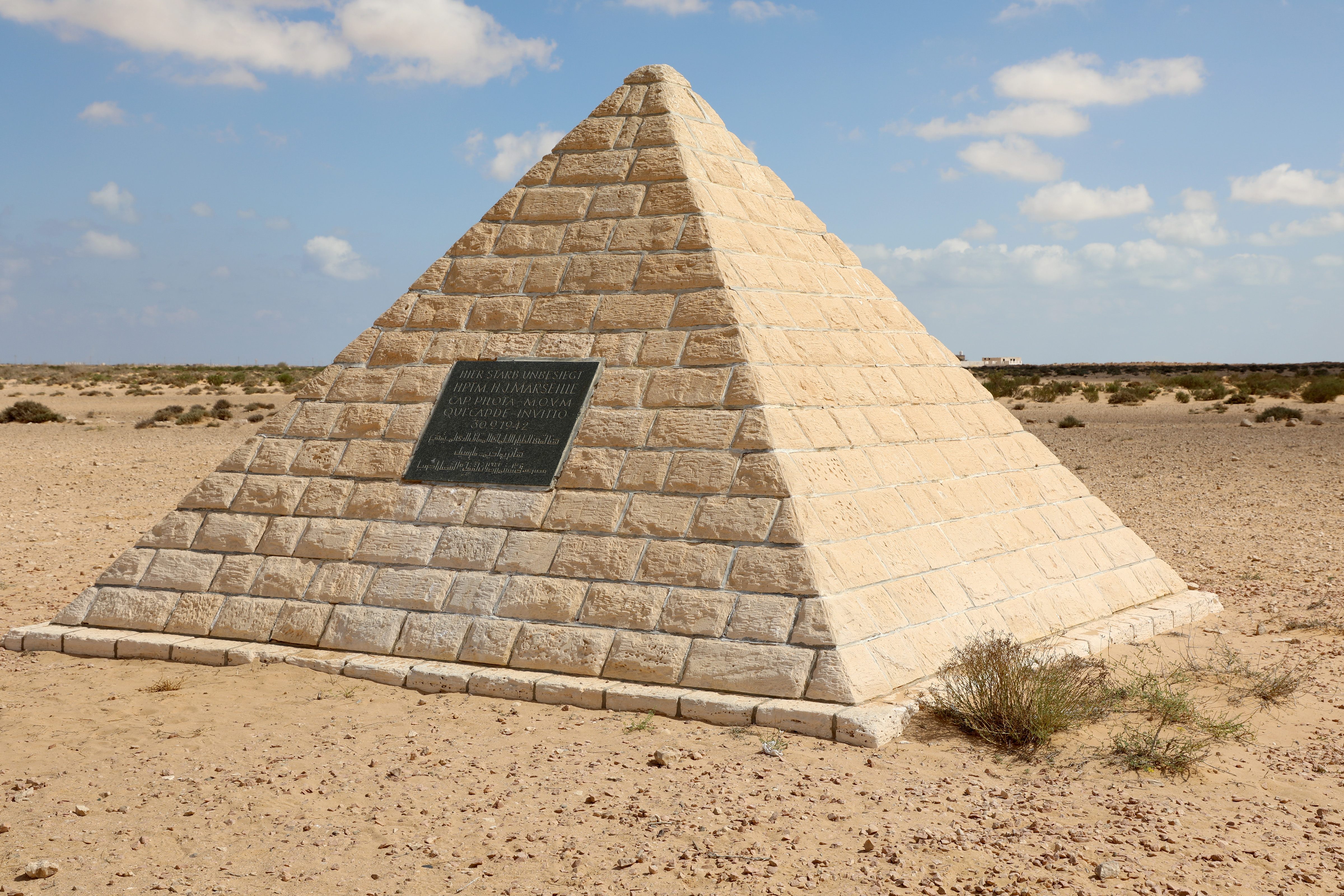
Marseille-Pyramide: Erinnerungsstätte an seiner Absturzstelle bei Sidi Abd el-Rahman

An der Absturzstelle errichtete die 3. Staffel des Geschwaders gemeinsam mit italienischen Verbündeten eine kleine Pyramide als Kenotaph. Auf der Bronzetafel der Pyramide stand geschrieben: Hier starb unbesiegt Hptm Hans Joachim Marseille. 1986 entdeckten seine ehemaligen Staffelkameraden um Gustav Rödel und Eduard Neumann die vorher lange Zeit verschollene Pyramide wieder. Drei Jahre später erbauten seine alten Staffelkameraden an der ursprünglichen Stelle eine neue Pyramide (ca. 5 × 5 m Grundfläche) mit der ursprünglichen, nun jedoch mehrsprachigen Inschrift in Deutsch, Italienisch und Arabisch. Der Einweihung dieser neuen Pyramide wohnten neben Neumann und anderen Überlebenden der Staffel auch Marseilles südafrikanischer Freund Matthew Letulu sowie Vertreter der ägyptischen Regierung bei. Die Pyramide ist unter den Koordinaten 30° 53′ 26,8″ N, 28° 41′ 43,3″ O zu finden.

## Auszeichnungen
- Eisernes Kreuz (1939) II. und I. Klasse am 9. bzw. 17. September 1940
- Ehrenpokal für besondere Leistung im Luftkrieg am 3. Oktober 1941
- Ehrendolch des Heeres
- Deutsches Kreuz in Gold am 24. November 1941[21]
- Ritterkreuz des Eisernen Kreuzes mit Eichenlaub, Schwertern und Brillanten[21]
  - Ritterkreuz am 22. Februar 1942
  - Eichenlaub am 6. Juni 1942 (97. Verleihung)
  - Schwerter am 18. Juni 1942 (12. Verleihung)
  - Brillanten am 2. September 1942 (4. Verleihung)[22]
- Flugzeugführer- und Beobachterabzeichen in Gold mit Brillanten im August 1942[23]
- Italienisches Flugzeugführerabzeichen
- Italienische Tapferkeitsmedaille in Gold am 18. August 1942[24]
- Frontflugspange für Jäger in Gold mit Anhänger Einsatzzahl „300“
- Ärmelband Afrika am 7. Juni 1943

## Rezeption nach dem Zweiten Weltkrieg

### Kasernenbenennung und -umbenennung
Der damalige Verteidigungsminister Georg Leber (SPD) ehrte den Jagdflieger, indem er am 24. Oktober 1975 die Kaserne der Unteroffizierschule der Luftwaffe in Appen nach ihm benannte.
Im Mai 2017 kritisierte die damalige Verteidigungsministerin Ursula von der Leyen generell die Benennung von Kasernen nach Wehrmachtssoldaten als „nicht mehr sinnstiftend für die heutige Bundeswehr“. In diesem Sinne wurde im selben Jahr festgestellt, dass „die  Benennung  der ‚Marseille‘-Kaserne am Standort Appen nicht mit den Vorgaben der Richtlinien zur Traditionspflege in Übereinstimmung“ stehe. Zu dieser grundsätzlichen Sicht, die offenkundig mit der Person Marseilles selbst nichts zu tun hatte, gab es allerdings auch kritische Stimmen, etwa von den CDU-Politikern Christian von Boetticher und Michael von Abercron, die unter anderem auf Marseilles distanziertes Verhältnis zum NS-Regime hinwiesen. Dessen ungeachtet erfolgte am 24. November 2021 die Umbenennung in Jürgen-Schumann-Kaserne. Allerdings heißt es dazu in einer offiziellen Mitteilung der Bundeswehr, Marseille gelte nicht als Persona non grata und bleibe auch weiterhin mit der Geschichte des Standorts verbunden, was sich zum Beispiel darin ausdrückt, dass der Gedenkstein für Marseille sowie das alte Namensschild in der Militärgeschichtlichen Lehrsammlung ausgestellt sind.

### Straßennamen
Nach Hans-Joachim Marseille benannte Straßen gibt es im Bereich des Fliegerhorstes Fürstenfeldbruck, in Willich und in Mainz-Gonsenheim. Der Mainzer Stadtrat berief im Jahr 2011 eine Arbeitsgruppe „Historische Straßennamen“ ein, die sich in der Folgezeit damit beschäftigte, inwieweit Straßen im Stadtgebiet die Namen von nationalsozialistisch belasteten Personen trugen und daher umbenannt werden sollten. In ihrem umfangreichen Abschlussbericht kam die Arbeitsgruppe 2016 zu dem Ergebnis, dass Marseille zwar vom NS-Regime instrumentalisiert worden sei, er sich dieser Vereinnahmung aber nur bedingt hätte entziehen können. Daher gab die Arbeitsgruppe eine einstimmige Empfehlung für die Beibehaltung des Straßennamens ab. (Die Marseillestraße in Berlin ist nach der gleichnamigen französischen Stadt benannt.)

### Verfilmungen

#### Spielfilm
- Der Stern von Afrika (Alfred Weidenmann, Deutschland/Spanien 1957)

#### Dokumentation
- Hans-Joachim Marseille – Der Stern von Afrika – Auf den Spuren einer Fliegerlegende (Elisa Film, Vertrieb Soulfood Music Distribution, 2012)

### Rezeption der Pyramide
2019 baute die Künstlerin Heba Amin im Zentrum für verfolgte Künste in Solingen die Pyramide als Replik für die Ausstellung „Fruit from Saturn“ nach.
In einer Kleinen Anfrage im September 2020 wollten die Abgeordneten Jan Korte, Simone Barrientos, Diether Dehm, weitere Abgeordnete und die Fraktion Die Linke von der Bundesregierung wissen, ob Ehrenwachen der Bundeswehr oder des Reservistenverbandes an der Marseille-Pyramide stattgefunden hätten. Dies wurde von der Bundesregierung verneint.

## Erhaltene Maschine Marseilles
Die Maschine, mit der Marseille am 24. August 1940 seinen ersten Luftsieg errang, eine Messerschmitt Bf 109 E mit der Werksnummer 3579, musste er später nach Kampfbeschädigungen bei Calais auf dem Bauch landen; nach einer Reparatur gelangte sie nach Russland zum JG 77, wurde dort erneut schwer beschädigt und wieder repariert, ehe sie im August 1942 nach einer Notlandung in einem russischen Sumpf aufgegeben wurde. 1992 wurde das Flugzeug geborgen, in die USA verkauft und flugfähig restauriert, wobei die Lackierung als Marseilles Gelbe 14 wieder originalgetreu aufgetragen wurde. Im Jahr 2014 wurde das Flugzeug nach Großbritannien verkauft und ist nun im Biggin Hill Aerodrome ausgestellt.

### Biographien
- Walter Wübbe: Marseille – Ein Jagdfliegerschicksal in Daten Bildern und Dokumenten. S. Bublies, 2001, ISBN 978-3-926584-78-6 (Der Verlag gilt als rechtsextrem).
- Robert Tate: Hans-Joachim Marseille: An Illustrated Tribute to the Luftwaffe's Star of Africa. Schiffer Military, 2008, ISBN 978-0-7643-2940-1 (englisch).
- Franz Kurowski: Hauptmann Hans-Joachim Marseille: der erfolgreichste Jagdflieger des Afrikafeldzuges. Verlagshaus Würzburg - Flechsig, 2015, ISBN 978-3-8035-0066-3.
- Colin D. Heaton, Anne-Marie Lewis: The Star of Africa: The Story of Hans Marseille, the Rogue Luftwaffe Ace Who Dominated the WWII Skies. Zenith Press, 2012, ISBN 978-0-7603-4393-7 (englisch, Unter anderem basierend auf Zeitzeugeninterviews).
- Martin Brehl: Hans-Joachim Marseille. Was wir vom Jagdflieger wirklich wissen. RWM-Verlag, 2022, ISBN 978-3-944988-08-5 (Wesentlich basierend auf dem Studium bisher unveröffentlichter Akten).